# Agustí Torres
Agustí Torres (Montmaneu, diòcesi de Vic, 29 de juny de 1773 - Barcelona, 4 de gener del 1833) fou catedràtic de lletres humanes a la universitat de Cervera. Començà a estudiar gramàtica a les escoles pies d'Igualada el 1784. En 1788 va ser a Cervera on va cursar filosofia i teologia doctorant-s'hi el 1796. Va ensenyar després retòrica al seminari episcopal de Vic, d'on en 1805 va passar a la càtedra de Cervera fins que en 1814 va obtenir la canongia "pro Universitate" a la catedral de Vic. El 1821 fou nomenat vocal de Corts havent de passar a Madrid. Va ser redactor molts mesos de la gaseta de la Junta Superior de Catalunya durant la guerra del Francès, i del diari de Vic de 1823. Publicà també tres sonets al diari de Vic de 26 d'octubre de 1816 a obsequi de Francisco Javier Castaños, impresos i publicats pel cancelari de la universitat de Cervera Ramon Llàtzer de Dou en el temps que es va aturar en aquella ciutat, quan anava a plantificar la gran obra del projectat canal d'Urgell. Són molts els treballs d'aquest literat així en prosa com en vers que van sortir anònims, els publicats són: 
- «Danza dramática y poesías», compostes per encàrrec de la Universitat de Cervera en 1807 amb motiu d'haver-se donat la plaça de regidor al “príncep de la Pau”. Cervera a la impremta de la universitat
- «Sermón que dijo con el precedente motivo el día 18 de abril de 1807 con el tema: Omnisque civitas exultavit et laetata est. Esther VIII. 15»
- «Oracion fúnebre, que en el aniversario de las almas de los españoles asesinados en Madrid el 2 de mayo de 1808 y de los que han perecido... dijo en 21 de junio de 1809»
- «Relacion de las diligencias y demostraciones fúnebres con que el cabildo de canónigos de la Sta. iglesia de Vich acreditó sus sentimientos en obsequio y honor de su dignísimo prelado el Illmo Sr. obispo D. Fr. Raimundo Strauch y Vidal». Precedeix a l'oració fúnebre que en les solemnes exèquies celebrades el dia 12 de febrer de 1834 a la catedral de la ciutat de Vic, pel cabiscol, amb motiu de la translació des del cementiri de la parroquial del poble de Vallirana bisbat de Barcelona, a la referida església catedral del cadàver del Ramon Strauch i Vidal bisbe de Vic, va dir el R. P. Fr Ramon de Jesús ministre del convent de trinitaris descalços de la ciutat de Vic (imprès a Perpinyà per J. Alzine 1824).
- «Poesías compuestas por encargo de la universidad en 1828 con motivo del transíto por Cervera de SS. MM. Fernando VII i Maria Amalia».
- «Diseño de la iglesia militante, etc». traducció al llatí l'obra de Fèlix Amat de Palou i Pont